# Cercamia
Cercamia es un género de peces de la familia Apogonidae, del orden Perciformes. Este género marino fue descrito por primera vez en 1988 por John Ernest Randall y Clarence Lavett Smith.

## Especies
Especies reconocidas del género:
- Cercamia cladara J. E. Randall & C. L. Smith, 1988
- Cercamia eremia (G. R. Allen, 1987)
- Cercamia melanogaster G. R. Allen, Erdmann & Mahardini, 2015[2]

### Lectura recomendada
- Allen, G. R., 1987. New Australian fishes. Part 2. Four new species of Apogonidae. Memoirs of the Museum of Victoria v. 48 (núm. 1): 3-8.
- Randall, J. E. & Smith, C. L., 1988. Two new species and a new genus of cardinalfishes (Perciformes: Apogonidae) from Rapa, South Pacific Ocean. American Museum Novitates Núm. 2926: 1-9.